# Actio negotiorum gestorum contraria
Actio negotiorum gestorum contraria – w prawie rzymskim powództwo z tytułu prowadzenia cudzych spraw bez zlecenia (negotiorum gestio), przysługująca gestorowi (negotiorum gestor) przeciwko temu w czyim interesie prowadził sprawy (dominus negotii).

## Charakterystyka powództwa
Dominus negotii obowiązany był pokryć wszystkie wydatki poniesione przez prowadzącego sprawy, chociażby działania gestora nie przyniosły pozytywnego rezultatu. Powinien on również uwolnić go od przyjętych na siebie zobowiązań.
Prowadzenie spraw leżało w interesie osoby, na rzecz której je prowadzono, w związku z czym odpowiadała ona za omnis culpa.
Roszczenia gestora chroniło początkowo actio in factum. Później zaczęto przyznawać powództwo cywilne, bonae fidei, zwane w prawie justyniańskim jako actio negotiorum gestorum contraria.